# Chintkunta, Yadgir
Chintkunta là một làng thuộc tehsil Yadgir, huyện Gulbarga, bang Karnataka, Ấn Độ.